# Аккордная система оплаты труда
Аккордная система оплаты труда (аккордная заработная плата) —система оплаты труда, которая предусматривает определение совокупного заработка за выполнение определенных стадий работы или производство определенного объема продукции. Зарплата работника рассчитывается исходя из количества произведенной им продукции и её качества согласно действующим сдельным расценкам. Аккордная система оплаты труда относится к сдельной системе оплаты труда.

## Определение
Ряд экономистов определяют аккордную систему как систему оплаты труда, при которой работники получают единовременные выплаты за согласованные объемы работ (без учета затраченного на работу времени).

## Виды аккордной системы оплаты труда
Аккордная система оплаты труда относится к сдельной системе оплаты труда и имеет следующие виды:
- индивидуальная – зарплата работника зависит от достижения показателей конкретного работника, расчёт производится на основании действующих сдельных расценок;
- коллективная – зарплата работника зависит от успешного достижения поставленных показателей всей бригадой, а порядок распределения бригадного заработка между работниками этой бригады устанавливается внутренним локальным актом организации.
- аккордно-премиальная — аккордная система (индивидуальная или коллективная), при которой за срочное или качественное выполнение работ выплачивается дополнительно ещё и премия.

## Аккордная система оплаты труда в России
Согласно п.4. Методических рекомендаций по бухгалтерскому учету затрат труда и его оплаты в сельскохозяйственных организациях аккордная система оплаты труда — это форма оплаты труда, которая предусматривает определение совокупного заработка за выполнение определенных стадий работы или производство определенного объёма продукции.
Аккордная система оплаты труда  в России должна быть закреплена в трудовом соглашении между работником и работодателем, там же должен быть указан и локальный акт организации с порядком введения данной формы оплаты и распределения бригадного заработка. Данная форма оплаты труда стимулирует выполнение всего комплекса работ с меньшей численностью работающих и в более короткие сроки.